# Ганчо Денев
Ганчо Христов Денев е български офицер, генерал-майор.

## Биография
Роден е на 26 ноември 1941 г. в София. Завършва Висшето народно военно училище във Велико Търново. От 1985 до 1986 е командир на седемнадесета мотострелкова дивизия в Хасково. От 1987 до 1989 г. е командир на тринадесета танкова бригада. През 1989 г. става началник на седма мотострелкова дивизия в Ямбол до 1990 г. В периода 10 юли 1992 – 19 август 1996 е командир на втора армия. На 1 септември 1997 г. е назначен за заместник-началник на Гл. щаб на Сухопътните войски. На 7 юли 2000 г. е удостоен с висше военно звание генерал-майор, освободен от длъжността заместник-началник на Главния щаб на Сухопътните войски и от кадрова военна служба. През 2011 г. е проверяван за принадлежност към Държавна сигурност и разузнавателните служби на българската армия, но такава не е открита. Умира на 30 юли 2017 г. в София